# 사키쓰촌 (돗토리현)
사키쓰촌(일본어: 崎津村)은 일본 돗토리현 사이하쿠군에 있던 촌이다. 현재의 요나고시의 일부에 해당한다.